# Lluís Prous i Jofre
Lluís Prous i Jofre (Santa Coloma de Queralt, 12 de juliol de 1880 – Badalona, 20 de gener de 1951) va ser un compositor de sardanes català.
Fa els primers passos en el món musical gràcies al seu pare, Ramon, amb qui funden una orquestra a Santa Coloma anomenada “Els Argenters”, en referència a l’ofici que exercia la família. Aprèn a tocar múltiples instruments -fiscorn, trombó, cornetí, violí i piano – i també a compondre cançons de manera autodidàctica.
En el registre del seu matrimoni amb Neus Valls i Lamic (14 de juliol 1902), Prous consta com a sastre. El 1913 impulsa la interpretació de sarsueles a Santa Coloma. Poc després de contraure matrimoni es desplaça a Mollerussa per a treballar-hi com a professor de música. En morir Neus, se’n va a viure a Arbeca, essent contractat com a professor de música del Centre Independent (1914), un grup de sarsueles.
En una data indeterminada es trasllada a Torregrossa (1917), on dirigeix la banda del poble. Des d’allí se'n va a Sants, i posteriorment a Badalona (1927), on fixa la seva residència definitiva. En els primers anys a la ciutat, treballa d’escrivent i en el local Can Rabatxol com a pianista.
A principis dels anys trenta s'implica en la vida cultural badalonina, col·laborant en l’intent de fer una Banda Municipal i també en iniciatives musicals de l’Ateneu Obrer, per qui compon cançons per a orquestra i tres veus: Nadal glaçat, La noia de les trenes i Serenata aragonesa
Vers 1935 aconsegueix consolidar-se professionalment a Badalona com a músic. Imparteix classes de solfeig, violí i piano, i en paral·lel, fa concerts amb la formació Sworp Band, creada el 1929 i integrada per set músics, entre els quals els seus fills Jaume i Modest. Aquest conjunt podia tocar en format orquestra-banda o en format orquestra.
En els anys de postguerra, dirigeix agrupacions corals de Badalona, i les corals de Tiana i Alella. Des dels anys quaranta, toca el fiscorn i el tamborí en la cobla La Principal de Badalona.

## Obres
- Tianenca (sardana estrenada el 1931)
- T’enyoro (sardana)
- Montserrat (sardana)
- Mallorca (sardana)
- La pastoreta (sardana a tres veus)
- La diada (sardana a tres veus)
- Badalona (sardana coral a 4 veus)
- Obdúlia i Cassandra (simfonies)
- La cacera (per a cor i orquestra)